# Lendou-en-Quercy
Lendou-en-Quercy es una comuna nueva francesa situada en el departamento de Lot, de la región de Occitania.

## Historia
Fue creada el 1 de enero de 2018, en aplicación de una resolución del prefecto de Lot de 6 de diciembre de 2017 con la unión de las comunas de Lascabanes, Saint-Cyprien y Saint-Laurent-Lolmie, pasando a estar el ayuntamiento en la antigua comuna de Saint-Cyprien.

## Demografía
| Gráfica de evolución demográfica de Lendou-en-Quercy entre 1800 y 2015 |
|                                                                        |

Los datos entre 1800 y 2015 son el resultado de sumar los parciales de las tres comunas que forman la nueva comuna de Lendou-en-Quercy, cuyos datos se han cogido de 1800 a 1999, para las comunas de Lascabanes, Saint-Cyprien y Saint-Laurent-Lolmie de la página francesa EHESS/Cassini. Los demás datos se han cogido de la página del INSEE.

## Composición
| Comuna delegada      | Código INSEE | Población (2015) | Superficie (km²) | Densidad (hab./km²) |
| -------------------- | ------------ | ---------------- | ---------------- | ------------------- |
| Lascabanes           | 46158        | 199              | 16.58            | 12                  |
| Saint-Cyprien        | 46262        | 267              | 15.07            | 18                  |
| Saint-Laurent-Lolmie | 46274        | 184              | 10.81            | 17                  |